# Mentálisan retardáltak
Mentálisan retardáltak (latin eredetű kifejezés, jelentése 'értelmileg lassan fejlődő') a hagyományos gyógypedagógiai tipológia (a fogyatékosok osztályozása) hazai értelmezése szerint azok a gyermekek, akiknél nem számottevő, sokszor inkább a kedvezőtlen szociokulturális hatásokra létrejövő, többnyire csak átmeneti és helyrehozható elmaradás állapítható meg az értelmi fejlődésben. 

## Leírása
Intelligenciatesztekkel mérhető mentális koruk a 70-80 IQ (intelligencia-hányados) tartományba esik, tehát nem értelmi fogyatékosok. A mentális retardáció súlyosabb formáit a gyógypedagógiai pszichológia az értelmi fogyatékossághoz közeli határesetek közé sorolja. A mentálisan retardáltak tulajdonságai: lassú tanulási tempó, csökkentebb önállóság, pontatlan feladatmegértés, rugalmatlanság a gondolkodási műveletekben, gyakori hibázás, fáradékonyság, általában gyengébb szellemi aktivitás. A mentális retardációt előidéző okok megszűnése, ill. a tanulási képességekhez igazodó oktatás esetén a tanulási tulajdonságok és eredmények javulhatnak. 
A mentális retardációt az angol nyelvterületen az értelmi fogyatékosság szinonimájaként használják (mental retardation). A mentális és viselkedészavarok osztályozása a BNO-10 szerint: enyhe (IQ 50-75), közepes (IQ 35-49), súlyos (IQ 20-34), igen súlyos (extrém) mentális retardáció (IQ 20 alatt); egyéb és nem meghatározott mentális retardáció (IQ-értékeik nincsenek megadva). A modern gyógypedagógia a mentálisan sérülteket (mentálisan alulteljesítőket) tanulási képesség szempontjából is csoportosítja. A mai nemzetközi gyógypedagógiai szakirodalom a kifejezést BNO-ban leírtak szerint használja.